# Attila Grószpéter
Dans le nom hongrois Grószpéter Attila, le nom de famille précède le prénom, mais cet article utilise l’ordre habituel en français Attila Grószpéter, où le prénom précède le nom.
Attila Grószpéter est un joueur d'échecs hongrois né le 9 juin 1960 à Hódmezővásárhely.
Au 1er mars 2023, il est le 37e joueur hongrois avec un classement Elo de 2 429 points.

## Biographie et carrière
Attila Grószpéter finit troisième ex aquo du championnat de Hongrie d'échecs en 1980, puis  deuxième ex aquo en 1984 à Budapest. Il obtint le titre de grand maître international en 1986. 
Attila Grószpéter a participé à trois olympiades (il jouait au deuxième échiquier en 1982, 1984 et 1990) et à deux championnats d'Europe des nations (1983 et 1989), remportant la médaille d'argent individuelle lors du championnat d'Europe des nations de 1989 (il avait marqué 6,5 points sur 9 au quatrième échiquier de la Hongrie) et la médaille de bronze par équipe en 1983 (il marqua la moitié des points au huitième échiquier).
Avec la Hongrie, il remporta la médaille d'argent par équipe lors de la Mitropa Cup en 1990.
Il participa à deux Championnat du monde d'échecs par équipes. Il remporta la médaille d'argent par équipe en 1985 (il était remplaçant). En 1989, il remporta la médaille d'or individuelle au troisième échiquier (il était le Hongrois qui avait marqué le plus de points : 4 points sur 6 avec une performance Elo de 2 626 points ; la Hongrie finit quatrième de la compétition en 1989.
Dans les tournois individuels, il remporta :
- les tournois de Plovdiv et de Bourgoin-Jallieu  en 1982 ;
- Kecskemét en 1992 (ex æquo avec Konstantin Asseïev) ;
- Budapest en 1995 et 1996 ;
- les tournois Gyula et Hampstead en 1998 ;
- Paks en 2001 et 2007[5] ;
- Zalakaros en 1996, 2002 et 2008[6] ;
- Szombathely en 2004.

Il finit troisième du tournoi mémorial Capablanca de 1980, deuxième de la Coupe Politiken au Danemark en 1988.